# Берта фон Редерн
Графиня Доротея Софія Берта фон Редерн, до шлюбу Єніш (нім. Gräfin Dorothea Sophia Bertha von Redern (Jenisch); 12 лютого 1811, Гамбург — 28 липня 1875, замок Ланке) — німецька художниця.

## Біографія

### Сім'я
Походила з гамбурзького купецького роду, була дочкою купця і сенатора Мартіна Йоганна Єніша та Катерини Доротеї († 1811), дочки купця Йоганна Генріха Рендторффа (1723–1786). Мала 12 братів і сестер, деякі з яких померли в молодому віці. Її тіткою була директорка школи та меценатка Маргарита Елізабет Єніш.
19 грудня 1834 року вона вступила в шлюб з графом Фрідріхом Вільгельмом фон Редерном, генеральним директором Королівського театру в Берліні, головним камергером короля Вільгельма I, канцлером ордена Чорного орла і одним із найбагатших землевласників Пруссії. В шлюбі народила дочку Луїзу Вільгельміну Аделаїду Марію (27 березня 1846 — 29 грудня 1856), на честь якої були названі будинок лісника лицарської мизи в Герльсдорфі, з якого виник сучасний район Ангермюнде Луїзенталь.

### Кар'єра
Берта фон Редерн, ймовірно, у дитинстві отримувала приватні уроки, зокрема уроки малювання. Пізніше вона жила зі своїм братом Мартіном Йоганном Єнішем-молодшим, який утримував міський будинок із хорошою художньою галереєю в Гамбурзі, 2 маєтки в Гольштейні та володіння Кало в Ютландії.
Крім створеного в 1834 році фігурного портрета молодої дівчини в традиційному костюмі перед пейзажем в музеї Альтони, у приватних колекціях є інші малюнки та акварелі фон Редерн.
У 1834 році разом з бургомістром Теннінга Меллером і Амалією Шоппе вона фінансово підтримала майбутнього письменника Фрідріха Геббеля, щоб він міг завершити навчання в гімназії Йоганнеум в Гамбурзі.
Взимку вона проводила більшу частину часу в Берліні, а влітку жила в маєтку в Герльсторфі та в замку Ланке. У Берліні Берта фон Редерн була тісно залучена до придворних кіл.

## Нагороди
- Хрест «За заслуги» для жінок та дівчат[10]